# Кам'яна доба на території Норвегії

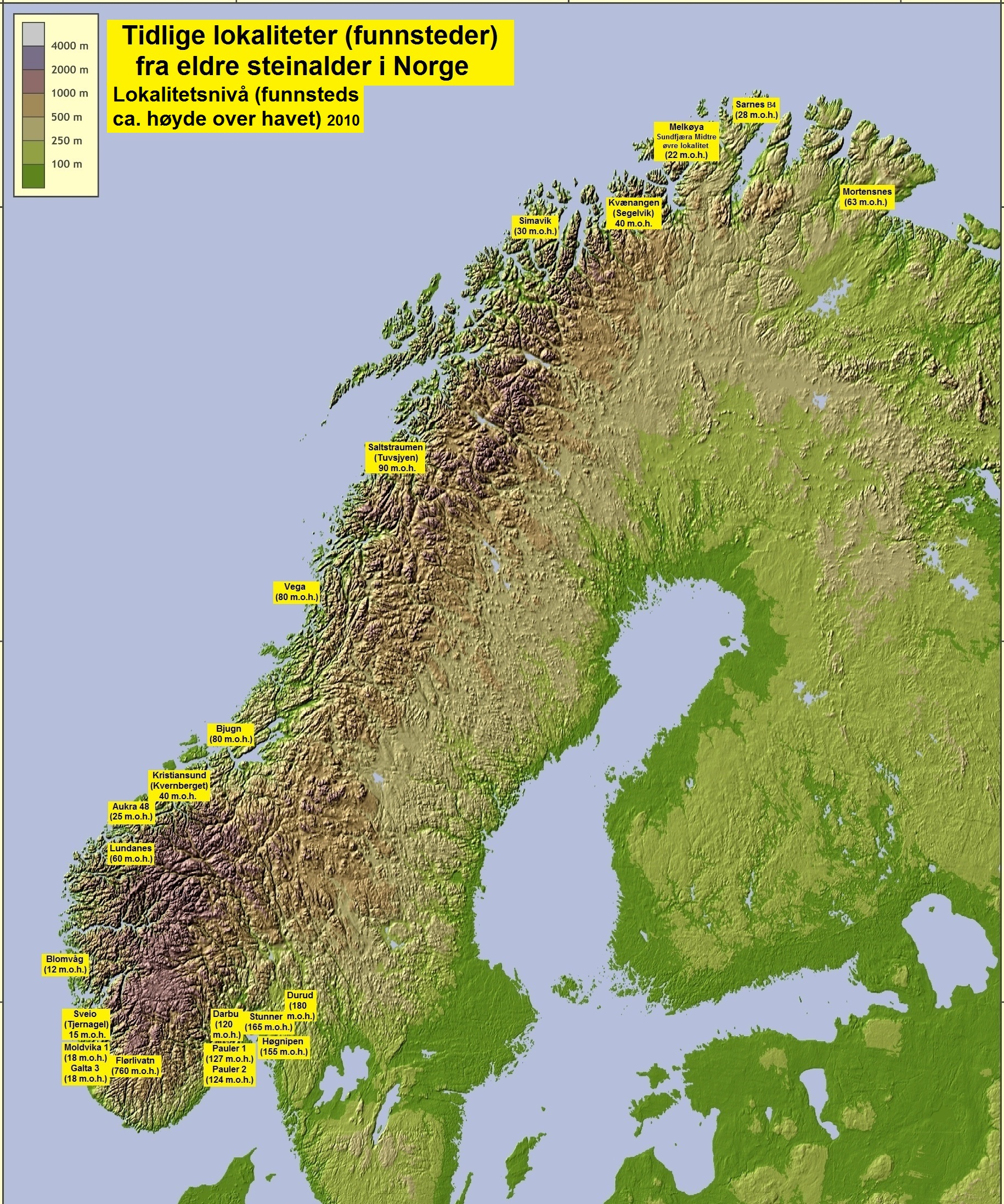
Місця стоянок Кам'яної доби в Норвегії

Кам'яна доба на території Норвегії часто ділиться на три періоди: палеоліт (близько 2 млн. — 8000 р. до н.е.), мезоліт (близько 8000—4000 рр. до н. е.) та неоліт (4000—1700 рр. до н. е.). Кам'яна доба мала різну тривалість у різних частинах світу.

## Перші люди
Територія, яку займає сучасна Норвегія, населена майже з тих самих пір, як тут розтанув льодовик, що сталося бл. 11 тис. років тому.
Найперші люди прийшли до Норвегії більше 10 000-9000 років тому, уподобавши насамперед район села Камса (Komsa) в Фінмарк і Фосна (Fosna) в Нурморе - ці місця дали назви першим норвезьким культурам мисливців і збирачів (культури Фосна—Хенсбака і культура Комса). Тодішній клімат був дуже сприятливим для людей і Норвегія швидко виявилась однією з найбільш густонаселених територій в той період на Землі.
Першим, хто знайшов сліди древніх людей в Норвегії, був геолог і археолог Андерс Нуммедал.
За однією версією науковців перші люди прийшли в Норвегію з дансько-британської сторони, за-іншою з шведської.
До моменту появи людини на цій території вже жили олені, згодом до них додалися тури, зубри і лосі, полювання саме на цих тварин вважається найдавнішим заняттям норвежців. Найстаріші поселення розташовувалися в місцях скупчення оленів на шляху їх міграції. Більшість стародавніх стоянок було виявлено біля самої води - або біля річок, або поряд з фіордами, саме через зручність.
Близько IV тис. до н.е. великі і малі племена вже кочували по території країни. До цього ж часу відноситься початок обробки землі, але тільки на крайньому півдні Норвегії.
V тис. до н. е. датується найдавніше з відомих поселень в Норвегії - Трена в Хелгеланні.За даними антропології, населення південної Скандинавії до 5 тис. р. до н. е. практично не відрізнялося від сучасного.

## Культура

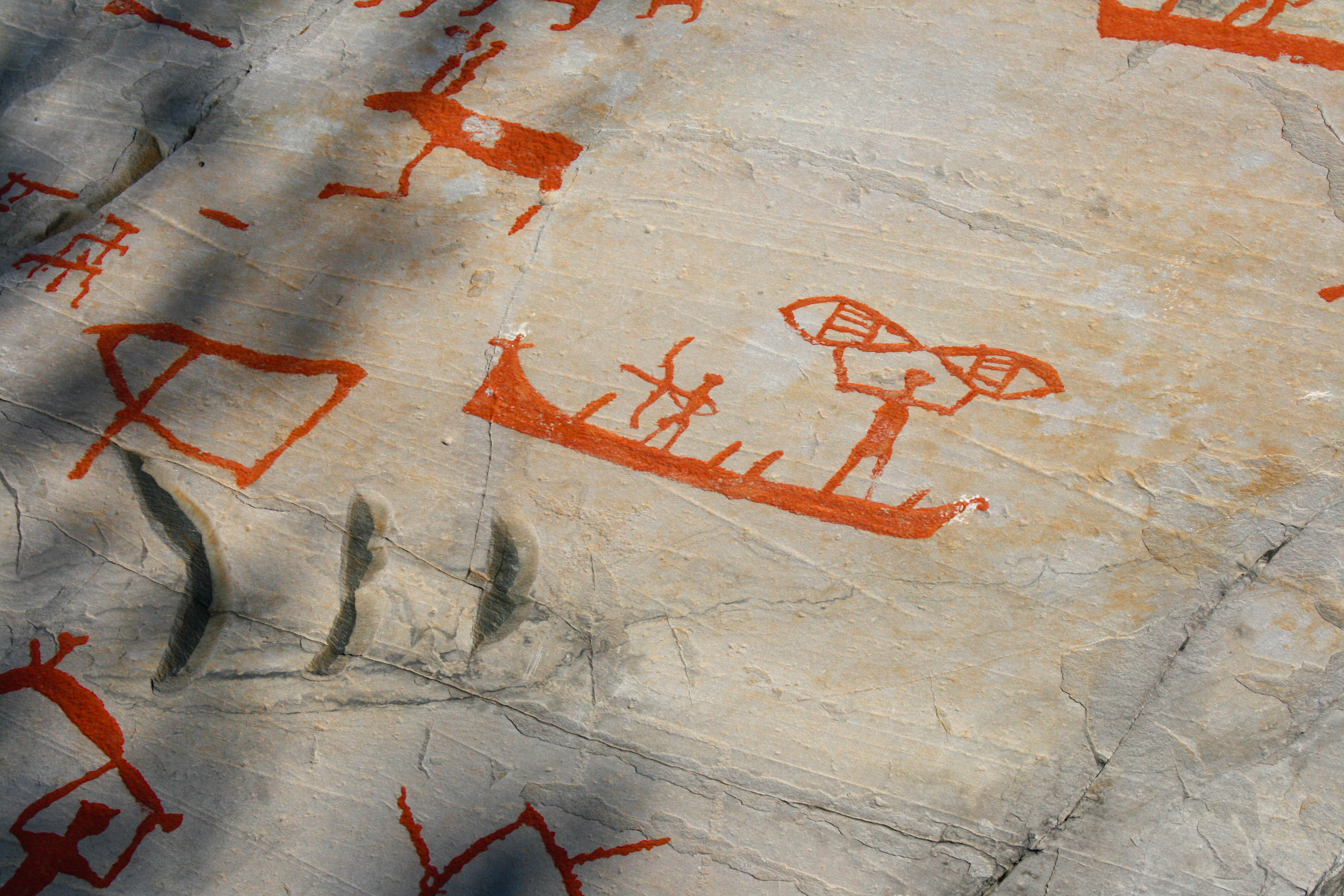
Наскельні малюнки в Альті

При кам'яній добі почали з'являтися наскельні малюнки, які відображають сцени полювання, в яких переважали олені, лосі, ведмеді і риба. Іноді також зустрічаються зображення човнів.Через велику кількість виробів з кістки і рогу цей період називають «століттям кістки і каменю»
У неолітичний період (2800-2200 до н. е.) південно-східну частину території Норвегії торкнулося поширення Культури човноподібних сокир, що прийшла можливо з Південної Швеції. На території сучасної Норвегії знайдено близько 160 бойових сокир з твердого каменю.
До 2-ї пол. III тис. до н. е. багато вчених відносять проникнення в Норвегію носіїв індоєвропейських мов.

## Землеробство
Близько 1500 р. до н.е. як на території Норвегії так і по цілій південній Скандинавії землеробство стало основним видом діяльності. Існує версія, що на норвезьких землях першими землеробами були жителі Осло-фіорда.
Наприкінці кам'яної доби, на півночі, першорядну роль як і раніше відігравали полювання та рибальство. Але в міру того як сільське господарство поширювалося на північ по узбережжю аж до Південного Тромсу, між жителями цих територій і мисливцями і рибалками Крайньої Півночі відбувалося культурне розмежування.

## Археологічні культури
- Культура Комса — 10-те тисячоліття до н. е.
- Культура Фосна—Генсбака — 8300—7300 рр. до н.е.
- Маглемозька культура — 9000-5000 рр до Р.Х.
- Культура ямково-гребінцевої кераміки — IV-III тис. до Р.Х.
- Культура кулястих амфор — III тис. до Р.Х.
- Культура лійчастого посуду — 4000-3000 рр. до Р.Х.
- Культура човноподібних сокир — 2500-1500 рр. до Р.Х.
- Культура шнурової кераміки — 2300—1700 рр. до Р.Х.